# Husaberg

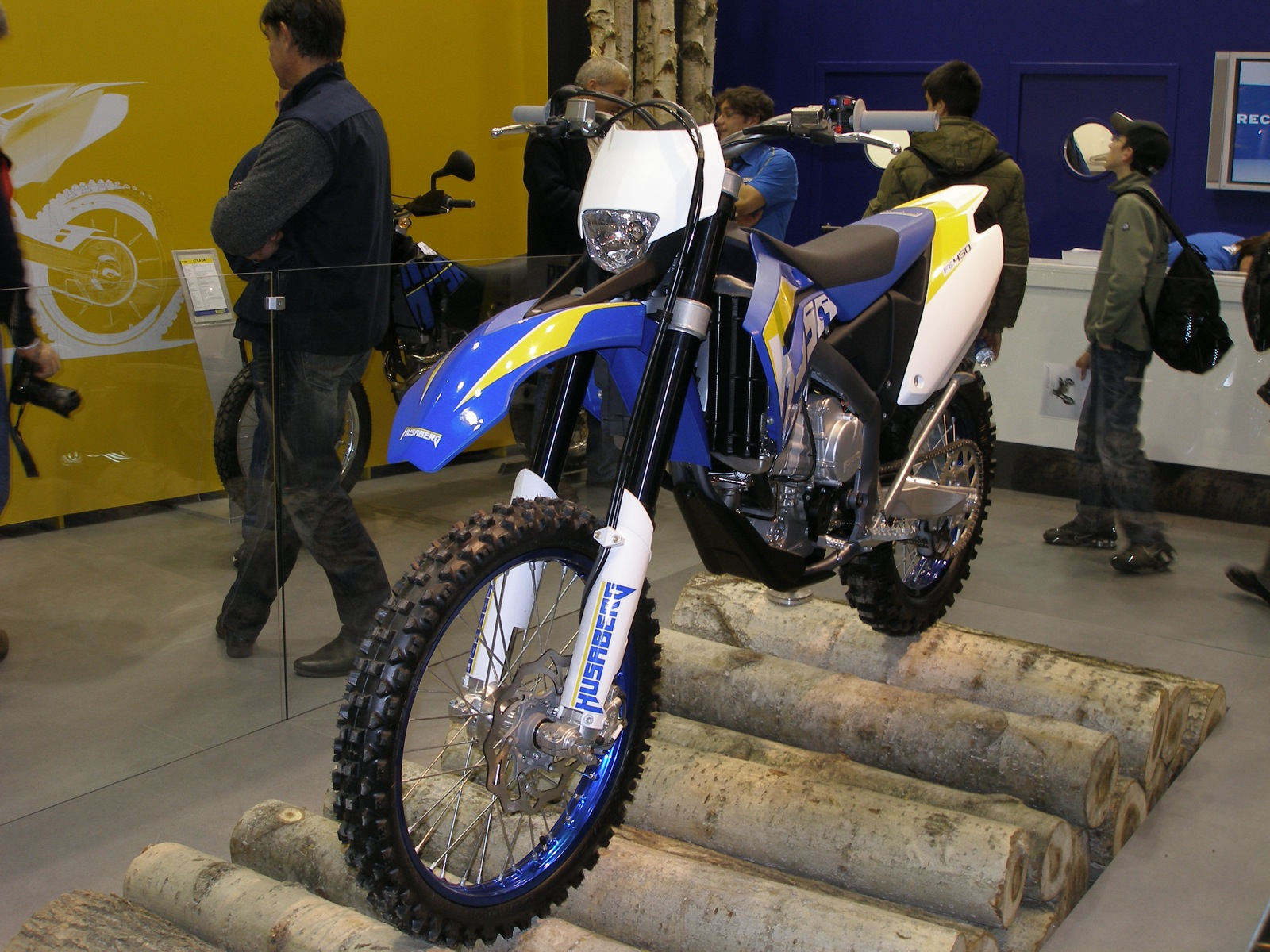
Une Husaberg FE450

Husaberg est une marque de motocyclette suédoise.
Ces motos étaient connues pour posséder un châssis particulièrement efficace et une puissance moteur importante. La marque était également connue pour ne fabriquer que des moteurs 4 temps. Son slogan était "4 Stroke Force"

## Histoire
À la suite de la cession de la section motocyclette de la marque Husqvarna à Cagiva en 1987, quelques ingénieurs, sous la direction de Thomas Gustavsson, refusent de partir en Italie et décident de rester en Suède avec comme objectif de construire la meilleure moto tout terrain équipée un moteur 4 temps. Ils créent HUSABERG MOTOR AB en 1988.
Le nom d'HUSABERG est devenu officiel quand Thomas Gustavsson a été obligé de donner un nom à sa machine pour l'inscrire dans une course d'enduro. Il décide de donner le nom du hameau où est situé le petit atelier dans lequel ils ont construit ce prototype.
L'équipe HUSABERG essaye de compenser le manque d'argent, par rapport aux équipes officielles des autres constructeurs, par une innovation technique continuelle et l'emploi de pilotes débutants mais prometteurs. Joël Smets, Jimmie Eriksson, Walter Bartolini, Kent Karlsson, Anders Eriksson, Jaroslav Katrinak, Peter Jansson, Joakim Ljunggren, Pierre-Alexandre Renet ou Mathias Bellino ont piloté pour HUSABERG.
Malheureusement, les bons résultats en course n'augmentent pas significativement les ventes au grand public. HUSABERG est rachetée par KTM en 1995.
L'usine KTM se concentrant sur l'amélioration de leurs motos KTM, leurs ingénieurs s'inspirent très largement de la technicité HUSABERG pour rendre les motos KTM de plus en plus puissantes et fiables. On voit d'ailleurs très rapidement les résultats sur les performances des motos KTM.
Les modèles HUSABERG sont assemblés dans l'usine KTM de Mattighofen depuis 2003. Le département recherche et développement et le team Sport restent basés en Suède, toujours sous la responsabilité de Thomas Gustavsson.
La marque HUSABERG est conservée, l'usine KTM s'appuie sur des importateurs pour continuer de vendre les motos HUSABERG. En France, jusqu'en 2005, c'est l'entreprise SIMA basée à Beaune en Bourgogne qui s'occupe de commercialiser les motos HUSABERG. 
À partir de 2006, KTM décide de reprendre en direct la vente des motos HUSABERG. La marque KTM détient alors la plus grosse part de marché sur le segment Enduro. En France la filiale KTM France est dirigée par Karl Pernull, il embauche en 2006 Ludovic Roux qui a pour mission de développer le réseau de concessionnaires HUSABERG sur le territoire français.

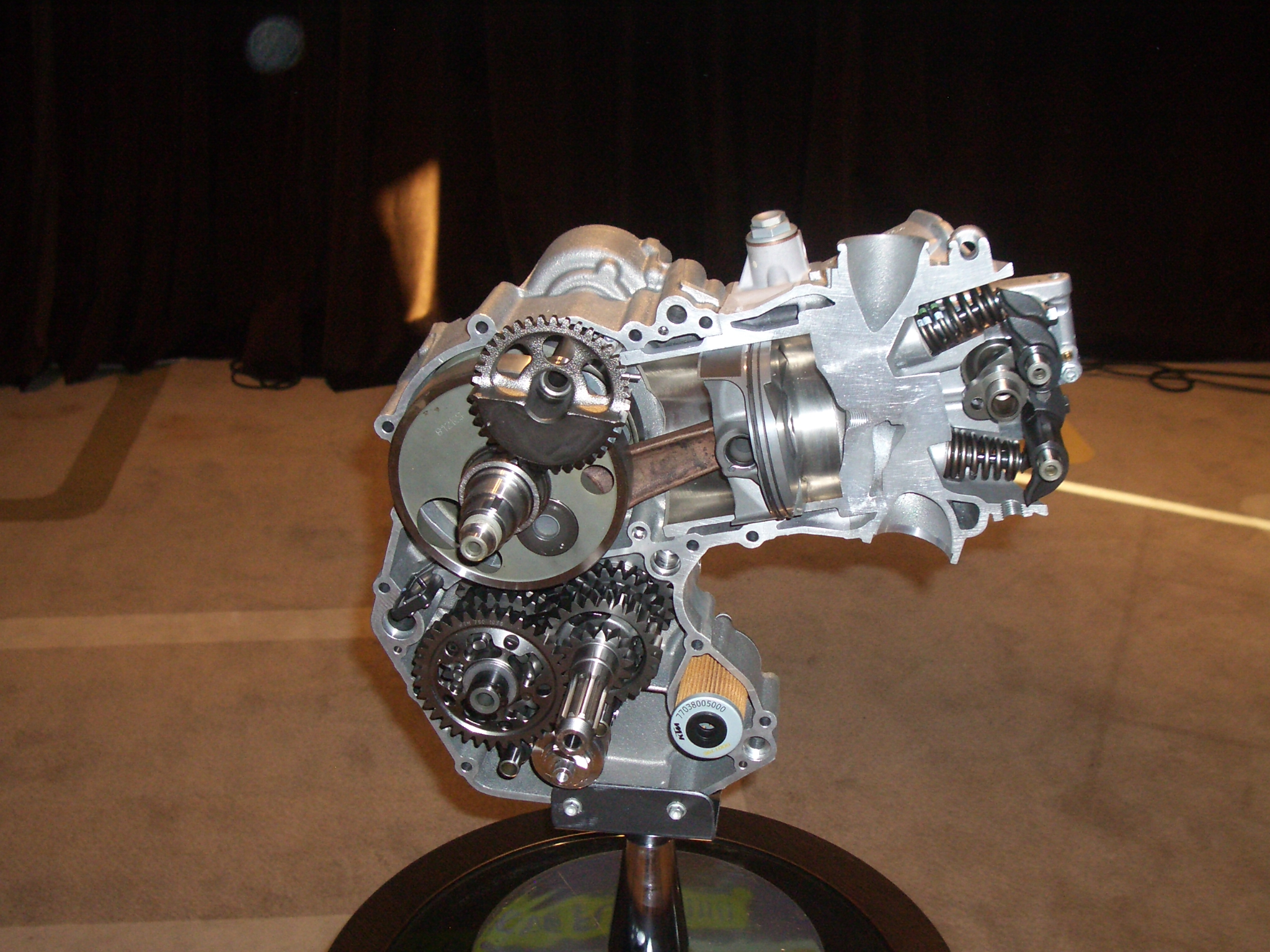
Vue en coupe du moteur HUSABERG incliné à 70°

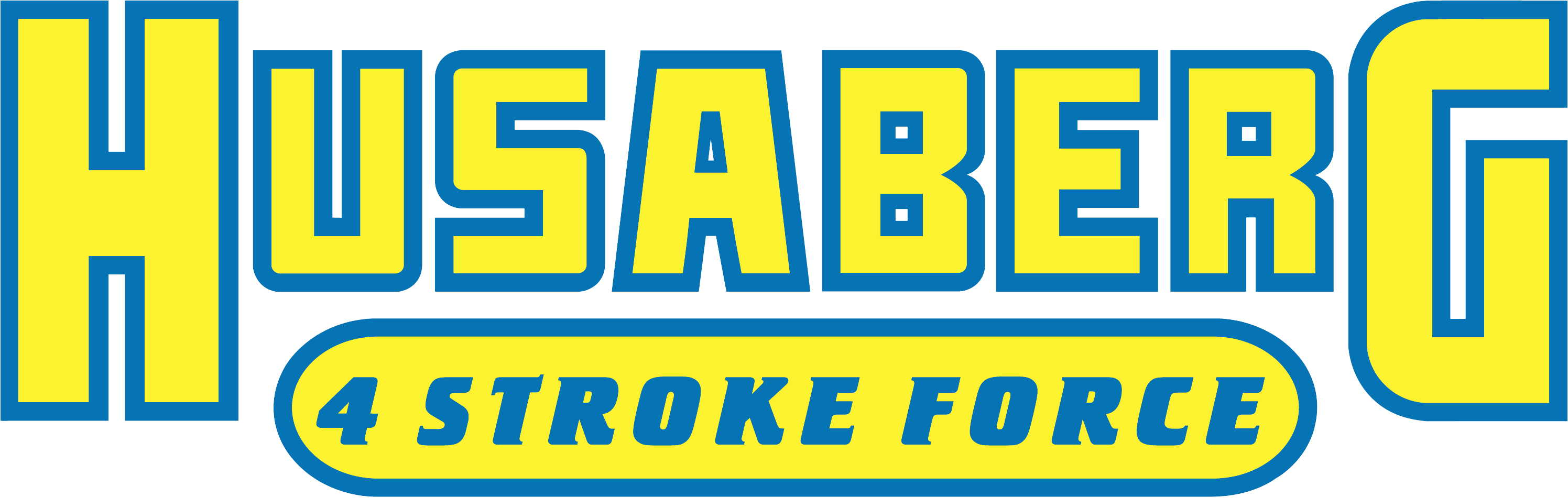
Logo Husaberg jusqu'à 2008 4 stroke force

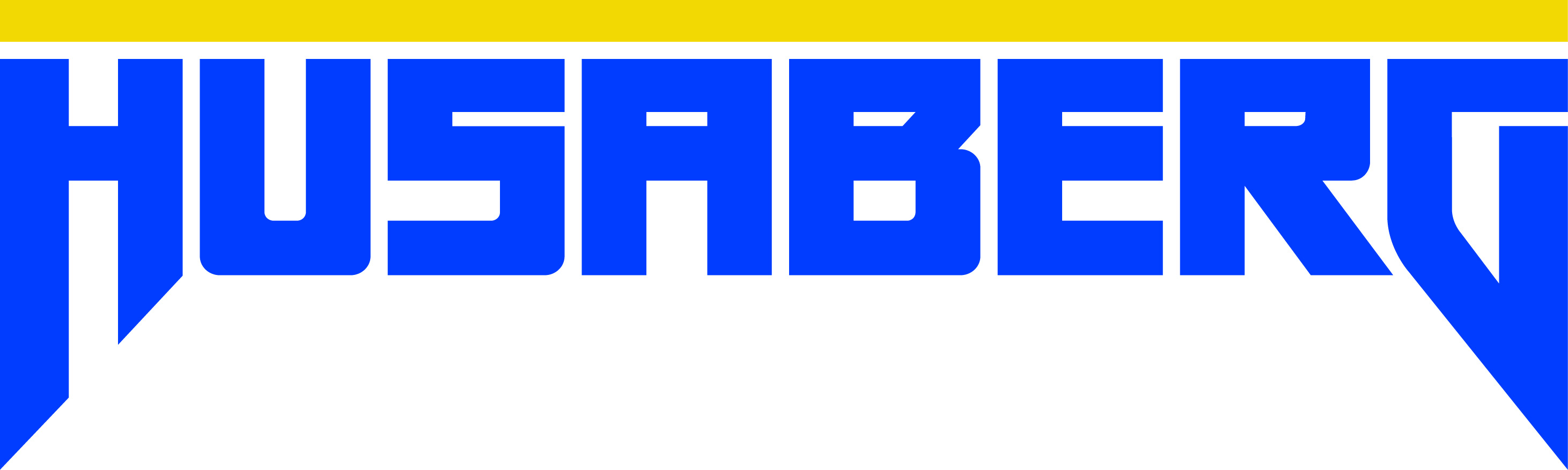
Logo Husaberg à partir de 2009

En 2009 Un nouveau logo est créé et les motos HUSABERG sont présentées comme "révolutionnaires". Elles sont dépourvues de kick de démarrage, sont équipées uniquement d'un démarreur électrique et l'alimentation est assurée par l'injection. On note également un réservoir d'essence descendant très bas sous la selle. Le point le plus remarquable est le moteur incliné avec un angle de 70° vers l'avant de la moto. Cette innovation est présentée comme un avantage majeur qui doit positionner le vilebrequin très précisément au point central de la moto ce qui gomme très significativement l'inertie de la moto et la rend donc très maniable.
L'arrivée de cette moto est un grand succès, les ventes sont au rendez-vous, l'image de la marque progresse rapidement. Les pilotes d'enduro les plus reconnus sont embauchés, notamment Pierre-Alexandre Renet qui sera Champion du monde d'enduro E2 en 2012 et Mathias Bellino qui sera champion du monde junior d'enduro également en 2012.
Assez rapidement la gamme des motos HUSABERG va s'élargir et même proposer des motos à moteur 2 temps dès 2011. Le moteur "incliné" va disparaitre et c'est finalement la même motorisation qui équipera les HUSABERG et les KTM, sans doute pour des raisons de mutualisation des coûts et une simplicité de gestion de fabrication pour l'usine.
En 2013, HUSQVARNA qui fête ses 110 ans, est vendu par BMW au groupe Pierer Industrie AG, également propriétaire de KTM SPORTMOTORCYCLE AG. Peu de temps après le rachat par la firme autrichienne, la décision est prise de fusionner HUSABERG et HUSQVARNA, au détriment d'HUSABERG. 
2014 sera la dernière année de production des motos HUSABERG.

## Palmarès
HUSABERG a gagné le championnat du monde motocross 500 cm³ avec Joël Smets en 1995, 1997 et 1998.
L'usine a également gagné quatre fois le championnat du monde d'enduro en 1990, 1991, 1995, 1998, 2006, 2007 (junior), 2012.

## Production
La gamme de moto se compose d'enduro et de supermotard.
Les noms des modèles sont composés de deux lettres : "F" pour "four stroke", "T" pour "Two stroke", puis soit "C" pour les motocross, "E" pour les enduros, "X" pour les Cross-Country, ou "S" pour les supermotards, suivi d'un nombre représentant la cylindrée du moteur, puis une dernière lettre, soit "E" pour les machines à démarreur électrique, soit "C" pour les modèles à kick.
Quelques anciens modèles étaient également listés avec le nombre de vitesses : 4 ou 6.